# 康普魯頓合參本聖經

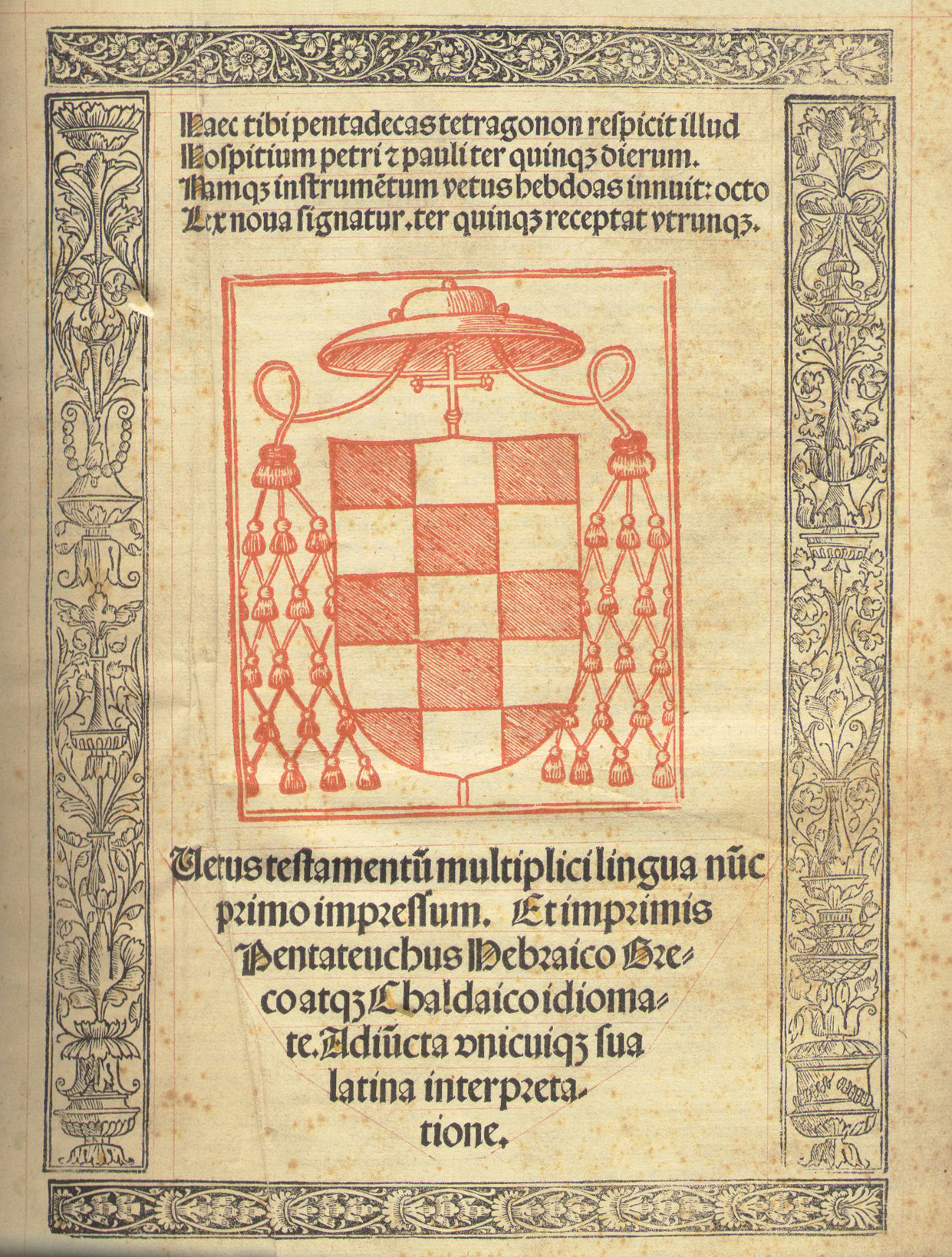
康普魯頓合參本聖經封面

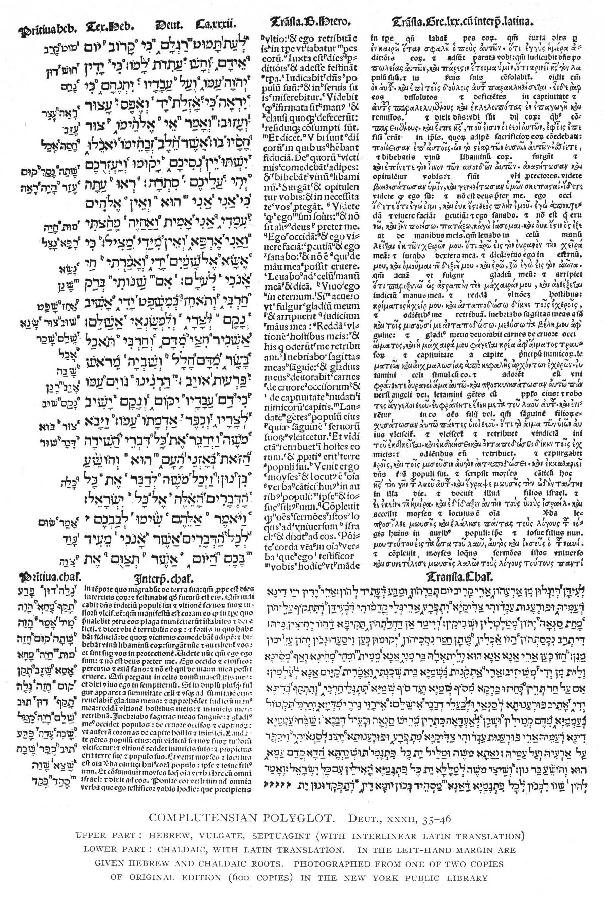
康普魯頓合參本聖經的一页

康普魯頓合參本聖經（西班牙語：Biblia políglota complutense）是16世纪初西班牙出版的一本合參本聖經。这本圣经内含大量的参考资料，为后来的圣经翻译提供了十分优良方便的参阅来源。

## 背景
1455年左右，德意志的約翰尼斯·古騰堡出版了第一本用活字印刷術印製的聖經，即《四十二行聖經》。聖經終於不只是少數的抄本了。由於大量印刷，費用比較便宜，不久聖經就成為世上最暢銷的書，但古騰堡印製的，是聖經的拉丁語譯本。可是，歐洲的學者很快就發覺需要一本可靠的原語聖經，也就是舊約的希伯來語和新約的希臘語文本。當時教廷只認可拉丁語的《武加大譯本》，但這有兩大問題：
- 在16世紀，只有神職人員、顯貴、官員懂拉丁語，多數歐洲人不懂；
- 經過了一千年輾轉傳抄，《武加大譯本》累積了相當多的抄寫錯誤。

翻譯員和學者都需要參考聖經原文，也需要一本經過修正的拉丁語譯本。
德西斯內羅斯樞機主教是西班牙女王伊莎貝拉一世的政治和宗教顧問。1502年，德西斯內羅斯決定出版一本書去滿足翻譯員和學者的需求。這本翻譯工具書稱為《康普魯頓合參本聖經》。德西斯內羅斯的目標是出版一部合參本（多種語言對照的聖經），羅列希伯來語、希臘語、拉丁語和部分亚兰語的最完善文本。當時印刷業才剛剛發展，因此新聖經也是印刷術的里程碑。

## 编撰工作
為了從事這件艱鉅的工作，德西斯內羅斯購買了許多希伯來語抄本，幸好當時西班牙有許多這類抄本。他也收集了各種各樣的希臘語抄本和拉丁語抄本。這些抄本就是《合參本》的底本。在西班牙埃納雷斯堡新成立的阿爾卡拉大學，德西斯內羅斯募集了一群學者，把實際的編纂工作交給他們。其中一位受邀請的學者，是鹿特丹人伊拉斯謨，不過這位著名的語言學家沒有應邀。
學者們用了十年編纂這本巨著，實際的印刷工作用了四年時間。當時西班牙的印刷工人沒有希伯來語、希臘語和亚兰語的字體，所以遇到了不少技術困難。於是，德西斯內羅斯雇用了一位出色的印刷技師A.G.布羅卡里奧鑄造這幾種語言的字體。1514年，工人終於開始印刷工作。1517年7月10日，德西斯內羅斯死前四個月，共六卷的《合參本》終於大功告成，足本的印刷量大約是六百套。 諷刺的是，當時西班牙異端裁判所的勢力卻如日中天。

## 合参本的版面

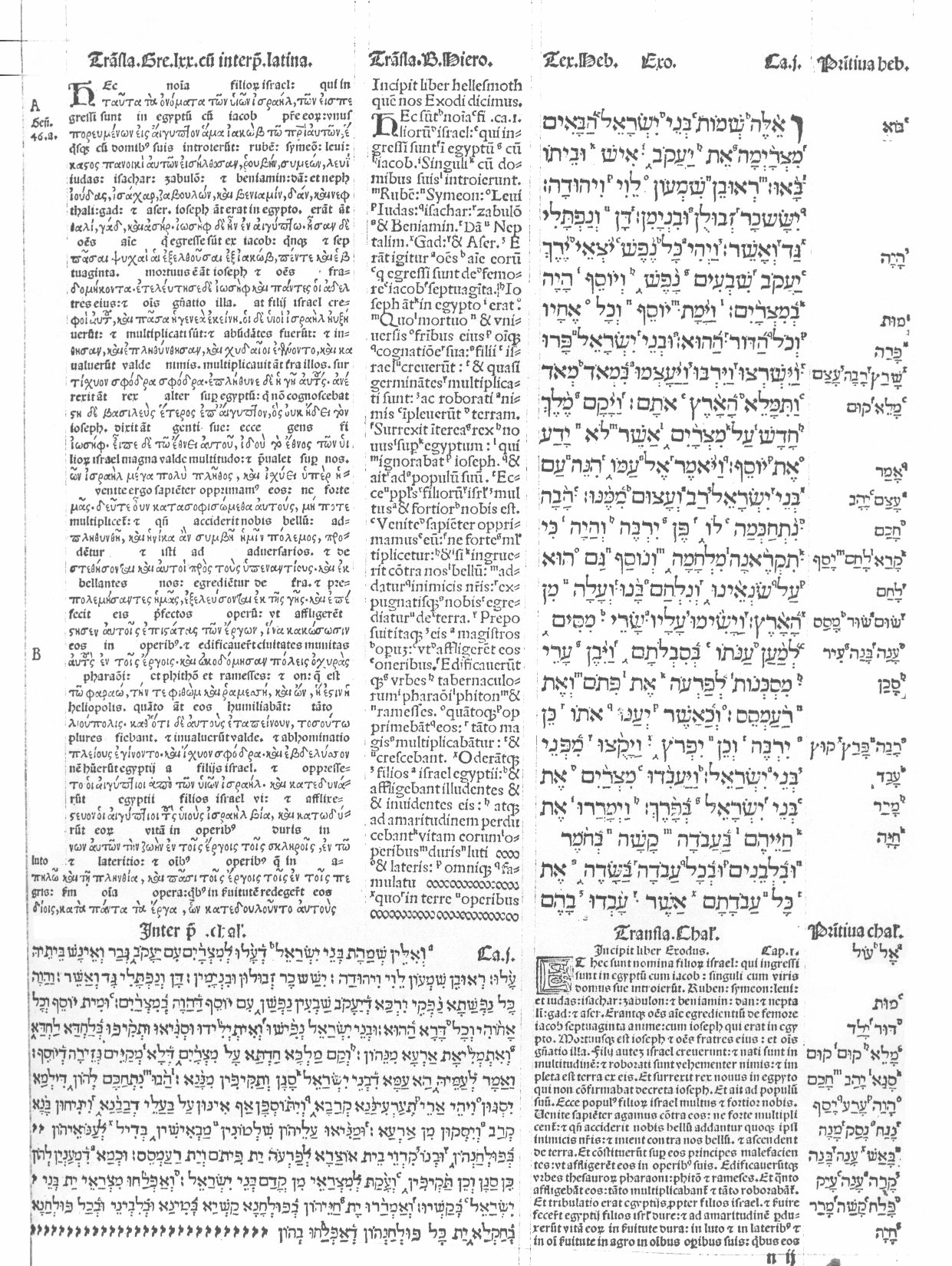
魯頓合參本聖經的一页

《合參本》每一頁都提供了豐富的資料。《希伯來語經卷》佔了四卷，每一頁的中欄是拉丁語《武加大譯本》，外欄是希伯來語文本，內欄是希臘語文本，並在行間把希臘語譯成拉丁語。頁邊列出了許多希伯來語詞彙的詞根。此外，《摩西五經》每一頁的下半部都有昂克羅翻譯的《塔古姆譯本》（聖經頭五卷的亚兰語意譯本）和拉丁語譯文。
《合參本》的第五卷是《希臘語經卷》，每一頁分為兩欄，一欄是希臘語文本，一欄是拉丁語《武加大譯本》。兩欄的經文可以互相參照，兩種語言的詞語各有對應的小字母，讓讀者知道希臘語某個詞相等於拉丁語哪個詞。《合參本》的希臘語部分是第一本用印刷術製成的《希臘語經卷》全書（俗稱《新約》）。不久之後，伊拉斯謨編纂的版本就面世了。
編纂《合參本》的學者非常細心校對原文，所以第五卷只有50個印刷錯誤。由於這緣故，現代學者認為《合參本》的第五卷比伊拉斯謨的著名希臘語文本更勝一籌。典雅的希臘語字體跟古樸的安色爾字體抄本很相稱。R. 普羅克特著的《15世紀希臘語文獻印刷》説：“西班牙頭一次鑄造希臘語字體，已經是歷來最好的希臘語字體，這真是西班牙的光榮。”
《合參本》的第六卷有許多研究聖經的工具：希伯來語和亚兰語詞典（附拉丁語索引）；希臘語、希伯來語、亚兰語名字釋義；希伯來語語法闡釋。《康普魯頓合參本聖經》被譽為“印刷術和聖經學的里程碑”。
照德西斯內羅斯所説，當時“研究聖經的風氣委靡不振”，他希望這本參考書能“一洗頹風”，但他沒打算讓平民大衆擁有聖經。他認為，“上帝的話語必須小心隱藏起來，不讓一般人了解”。他也認為，“耶穌被釘死的時候，上帝只讓他兒子頭上的牌子寫上三種古代語言。 在耶稣以上有一个牌子（有古卷加：用希腊、罗马、希伯来的文字）写着：“这是犹太人的王。”
(路加福音 23:38 和合本)
既然如此，聖經也應該只限於這三種語言”。所以，《康普魯頓合參本聖經》沒有任何西班牙語譯文。

## 拉丁語《武加大譯本》和聖經原文的差别
由於《合參本》的本質，參與編纂工作的學者難免有不同意見。西班牙著名學者A. 德內夫里哈 負責修訂《合參本》裏的拉丁語《武加大譯本》。
雖然天主教會只認可哲羅姆的《武加大譯本》，德內夫里哈卻看出需要用希伯來語、亚兰語和希臘語原文比較《武加大譯本》，並且希望改正當時《武加大譯本》中一些明顯的錯誤。
為了消除拉丁語《 武加大譯本》和聖經原文的差異，德內夫里哈促請德西斯內羅斯“再次燃亮本教兩大火炬——希伯來語和希臘語——並且獎賞那些致力於這件工作的人”。他還提出以下的建議：“每逢各種拉丁語《新約》抄本有差異，我們都應該對照希臘語抄本。每逢各種拉丁語《舊約》抄本有差異，或者《舊約》的拉丁語抄本跟希臘語抄本不同，都應該以可靠的希伯來語文獻為準。”
德西斯內羅斯回应，他在《合參本》的序言裏清楚表達了他的意見：“我們把真福哲羅姆的拉丁語譯文放在正中，兩旁則是猶太會堂所用的文本［希伯來語文本］和東正教會所用的文本［希臘語文本］，正如兩個强盜掛在耶穌兩旁。耶穌就好比羅馬公教，也就是拉丁教會。”因此，德西斯內羅斯不准德內夫里哈按照聖經原文改正拉丁語《武加大譯本》。最後，德內夫里哈寧可放棄這件工作，也不願意讓人以為這個有問題的修訂本是由他負責的。

## 新聖經譯本的底本
《康普魯頓合參本聖經》是《希臘語經卷》全書和《七十士譯本》的第一個印刷本，但它的價值不止於此。正如伊拉斯謨編纂的《新約》希臘語文本成為《希臘語經卷》的公認文本（許多種語言譯本的底本），《合參本》的希伯來語文本也成為《希伯來語及亚兰語經卷》的底本。威廉·廷德爾翻譯的英語譯本，所依據的《希伯來語經卷》文本，主要就是《合參本》。
《康普魯頓合參本聖經》的編者在學術上作出了重大貢獻，推動了聖經學的發展。這本參考書出版的時候，歐洲各地對聖經的興趣正越來越濃厚，令不少學者打算把聖經譯成平民百姓所説的語言。當時的許多發展，促使希臘語和希伯來語文本得到進一步的修正，而文本也保存得更好，《合參本》正好起了承先啟後的作用。

## 参看
- 钦定版圣经
- 七十士譯本